# Олеуропеин
Олеуропеин — гликозилированный секо-иридоид, типа горьких фенольных соединений, содержащийся в зелёных оливках, листьях оливы и аргановом масле. При обработке несъедобных зелёных оливок для употребления в качестве столовых оливок олеуропеин удаляется путём погружения оливок в щелочь.

## Исследования
В предварительных лабораторных исследованиях олеуропеин имел активность в качестве агониста для рецептора G-белка эстрогена. Другие фундаментальные исследования изучают, обладает ли олеуропеин и другие оливковые полифенолы фармакологическими и потенциальными лечебными свойствами.